# Лёшау, Зигберт
Зи́гберт Лёшау (нем. Siegbert Löschau; 13 декабря 1929, Фрайталь — 6 сентября 2014) — немецкий политик, член СЕПГ. Министр химической промышленности ГДР в 1965—1966 годах.

## Биография
Окончив народную школу, сын токаря Зигберт Лёшау обучался на плотника. В 1946 году вступил в СЕПГ. В 1948 году получил аттеста зрелости и до 1952 года обучался в Дрезденской высшей технической школе, получил диплом химика. Работал ассистентом в высшей технической школе, затем получил должность сотрудника сектора «Химия» в ЦК СЕПГ. В 1954 году был назначен руководителем исследовательской группы, главным технологом и в 1960 году директором металлургического народного предприятия в Лютерштадт-Айслебене. Защитил докторскую диссертацию. В 1961—1962 годах Лёшау занимал должность заместителя руководителя по производству и технике в главном отделе химии в Совете народного хозяйства ГДР. В 1962—1965 годах входил в состав окружного комитета СЕПГ в Галле и в январе 1963 года сменил профессора Вольфганга Ширмера на посту директора завода в Лойне. Занимал эту должность до 1965 года. На VI съезде СЕПГ в январе 1963 года Лёшау был принят кандидатом в члены ЦК СЕПГ, а на VII пленуме ЦК в декабре 1964 года — в члены ЦК СЕПГ. С декабря 1965 по май 1966 года Зигберт Лёшау занимал должность министра химической промышленности и члена Президиума Совета министров ГДР. В мае 1966 года лишился всех своих постов, был направлен на работу в химической промышленности с испытательным срокм и руководил отделом исследований в Шварцхайде. На XIII пленуме ЦК СЕПГ в сентябре 1966 года Лёшау был выведен из состава ЦК СЕПГ с формулировкой «за неподобающее поведение».
В сентябре 1987 года Лёшау был избран председателем окружного правления Технической палаты в Котбусе. Умер в 84 года и был похоронен на Новом кладбище в Зенфтенберге.